# 施瓦瑙
施瓦瑙是德国巴登-符腾堡州的一个市镇。总面积38.36平方公里，总人口6894人，其中男性3358人，女性3536人（2011年12月31日），人口密度180人/平方公里。